# Backyardigans: Mission to Mars
Backyardigans: Mission to Mars ist eine Stahlachterbahn im Movie Park Germany, Bottrop-Kirchhellen, NRW. Sie ist eine der ersten Anlagen in Deutschland vom Hersteller Vekoma.
Im Rasti-Land in Salzhemmendorf, Niedersachsen, steht eine baugleiche Anlage mit dem Namen Achterbahn.

## Geschichte
Die Bahn wurde 1996 als Coyote & Roadrunner’s Achterbahn erstmals dem Publikum vorgestellt. Es wurde die Cartoonserie Road Runner thematisiert und mit einem künstlichen Berg sowie Klippen ausgestattet. 2005 hieß die Achterbahn dann Rocket Rider Rollercoaster, wobei die Thematik unverändert blieb. 2007 erfolgte als jüngste Umgestaltung mit Änderung des Themenkreises und der Name wurde auf Backyardigans: Mission to Mars geändert.

## Zug
Anfangs besaß der Zug raketenförmige Wägen, die an den Railroad Runner erinnern sollten, die Farbe war Orange und Rot.  2007 wurden die Züge umlackiert um bekamen eine Silber-Orange-farbigen Anstrich. In einen Wagen passen jeweils zwei Fahrgäste und ein Zug besteht aus acht Wägen, somit fasst ein Zug 16 Personen.